# Spider-Man: Brand New Day
Brand New Day (рус. Совершенно новый день) — сюжетная линия, выпущенная издательством Marvel Comics в 2008 году. Сюжет берёт начало с момента изменения статуса-кво личности Человека-паука и является прямым продолжением сюжета One More Day и развивается в The Amazing Spider-Man #546-564 , также в Spider-Man: Swing Shift (Director’s Cut) — перепечатанном издании Free Comic Book Day 2007: Spider-Man #1 2007 года.
После сюжета Marvel сделали The Amazing Spider-Man единственной текущей серией о Человеке-пауке и начали выпускать её трижды в месяц, после отмены The Sensational Spider-Man (vol. 2) и Friendly Neighborhood Spider-Man, а также дали старт нескольким сюжетным аркам из цикла «назад к основам».

## Синопсис
После событий One More Day, воспоминания Питера Паркера и Мэри Джейн Уотсон друг о друге стёрты, а также публичное разоблачение Человека-паука было забыто, хотя некоторые «смутно помнят», что Человек-паук раскрыл свою личность во время Гражданской войны, но не помнят, чьё лицо было под маской и вообще было ли это. Гарри Озборн снова жив и живёт в Европе; тётя Мэй жива и здорова, и работает волонтёром в приюте для бездомных. Сам Человек-паук вернулся к механическим пускателям паутины вместо естественных.
Человек-паук не появлялся в течение ста дней из-за закона о регистрации супергероев. В это время Питер Паркер живёт дома, вместе с тётей Мэй, и параллельно подыскивает себе отдельное жильё. Во время просмотра объявлений в газете Daily Bugle, он узнает, что издание переживает финансовые трудности, а главный редактор Джей Джона Джеймсон из-за стресса пережил сердечный приступ. Робби Робертсон просит Питера продать ему несколько снимков Человека-паука, что убеждает Питера снова надеть костюм. Вскоре, акции Джеймсона в Daily Bugle покупает бизнесмен Декстер Беннет. Питер сталкивается со злодеем Угрозой и предполагает, что, Гарри вернулся к своей деятельности суперзлодея Гоблина, но подруга Гарри, Лили Холлистер, обеспечивает ему алиби.
Известно, что Питер и Мэри Джейн когда-то состояли в близких отношениях, но после утраты памяти всё представлено так, будто бы их отношения закончились разрывом и ныне напряжённые. Сам Питер и все остальные помнят, что они жили вместе и свадьба была близка, но так и не состоялась. Неясно, помнит ли Мэри Джейн их брак с Питером и сделку с Мефисто, так как в одном из разговоров на вопрос Питера «Я вас знаю?» она отвечает «Мы встречались. В другой жизни». Мэри Джейн встречается с кинозвездой Бобби Старом. Человек-паук начинает подозревать, что героиня по имени Джекпот — и есть Мэри Джейн, однако Джекпот сама рассказывает Человеку-пауку о себе и что её имя Сара Эрет. Когда он отправляется к этой женщине, она всё отрицает.

## Коллекционные издания
| Название                                  | Включенные выпуски          | Дата           | ISBN            |
| ----------------------------------------- | --------------------------- | -------------- | --------------- |
| Amazing Spider-Man: Brand New Day, Vol. 1 | Amazing Spider-Man #546—551 | 4 июня 2008    | ISBN 0785128433 |
| Amazing Spider-Man: Brand New Day, Vol. 2 | Amazing Spider-Man #552—558 | 30 июля 2008   | ISBN 0785128441 |
| Amazing Spider-Man: Brand New Day, Vol. 3 | Amazing Spider-Man #559—564 | 1 октября 2008 | ISBN 0785132155 |